# Alfred Deléhelle
Alfred Deléhelle né à Paris le 12 janvier 1826 où il est mort dans le 11e arrondissement le 21 juillet 1893 est un compositeur français.

## Biographie
Jean Charles Alfred Deléhelle est le fils de Jean Charles aimable Deléhelle, huissier.
Il étudie auprès de Adolphe Adam, Colet et Pierre-Joseph-Guillaume Zimmerman
Il remporte en 1851 le grand prix de Rome avec sa cantate Silvio Pellico, et devient pensionnaire de l'Académie de France à Rome.
Pour la scène lyrique, il compose L’Ile d’amour (1859), Monsieur Polichinelle (1873) et Don Spavento (1883).
Il meurt à son domicile du Boulevard du Temple le 21 juillet 1893. Il est inhumé le 24 juillet.